# Full Moon (альбом Брэнди)
Full Moon — третий студийный альбом американской R&B-певицы Брэнди Норвуд. Он был выпущен 5 марта 2002 года на лейбле Atlantic Records. Альбом был записан в основном летом и осенью 2001 года на студии Hit Factory Criteria в Майами, на фоне трёхлетнего музыкального перерыва после успеха её мультиплатинового предыдущего студийного альбома Never Say Never (1998) и финала её очень успешного телевизионного ситкома Moesha в мае 2001 года. Как и в случае с Never Say Never, Брэнди сотрудничала с продюсером Родни Джеркинсом и его командой Darkchild по производству и написанию песен, в то время как Майк Сити, Уоррин Кэмпбелл и Кит Крауч внесли дополнительный вклад в производство альбома.
Брэнди отметила, что Уитни Хьюстон, Ким Баррелл и Эния вдохновили её расширить границы своего голоса и вокальных аранжировок. Джеркинс отметил, что на звучание альбома повлияли Майкл Джексон, голос Брэнди и его опыт работы в европейских ночных клубах. Вдохновением для текстов и концепций песен послужили её предыдущие отношения и тогдашние частные отношения с продюсером Darkchild Биг Бертом. В музыкальном плане Full Moon — это R&B и поп-альбом, который включает в себя различные жанры, такие как 2-step garage, электро и соул.
Поначалу альбом получил смешанные отзывы критиков, но позже заслужил ретроспективное признание музыкантов, певцов и продюсеров, в первую очередь за вокальную работу Брэнди. Альбом дебютировал на втором месте в американском хит-параде Billboard 200 и возглавил Top R&B/Hip-Hop Albums с продажами 156 000 копий за первую неделю, и был сертифицирован как платиновый Ассоциацией звукозаписывающей индустрии Америки (RIAA), с тиражом более миллиона копий в Соединённых Штатах. Full Moon был номинирован на несколько премий, включая премию Грэмми за лучший современный R&B-альбом. Альбом имел три сингла — «What About Us?», «Full Moon» и «He Is».

## Отзывы
| Совокупная оценка             | Совокупная оценка |
| Источник                      | Оценка            |
| ----------------------------- | ----------------- |
| Metacritic                    | 60/100            |
| Оценки критиков               |                   |
| Источник                      | Оценка            |
| AllMusic                      | [ 4 ]             |
| Entertainment Weekly          | A−                |
| The Guardian                  | [ 6 ]             |
| NME                           | 4/10              |
| PopMatters                    | 8/10              |
| Q                             | [ 3 ]             |
| Robert Christgau              | [ 9 ]             |
| Rolling Stone                 | [ 10 ]            |
| The Rolling Stone Album Guide | [ 11 ]            |
| Slant Magazine                | [ 1 ]             |

Изначально Full Moon получил в целом смешанные отзывы. На Metacritic альбом получил средний балл 60 из 100. В своей рецензии для Entertainment Weekly журналист Крейг Сеймур поставил Full Moon оценку A-, сказав, что «если в последнем альбоме Джеко стилистика [Родни] Джеркинса „herky-jerky“ была холодной, то в альбоме 23-летней Брэнди они приободрили её, когда она узнала разницу между подростковой сердечной болью и взрослым предательством, что говорит о зрелости и высокой цене, которая часто приходит с ней». Стивен Томас Эрлевайн из AllMusic критически оценил продолжительность альбома (более 70 минут), но счёл его самым уверенным и рискованным альбомом Норвуд, заявив: «Full Moon наиболее близок к тому, чтобы стать полноценным, хорошо сбалансированным альбомом, а также утвердить личность певицы […] Здесь есть множество моментов, которые соблазнительно гладкие, и даже наполнитель идёт гладко». Он дал альбому четыре звезды из пяти.
Автор Slant Magazine Сал Чинквемани оценил альбом в три звезды из пяти и сравнил его с альбомом Джанет Джексон 1986 года Control, прокомментировав: «По большей части Full Moon — это, безусловно, прогрессивный альбом, поднимающий типично сентиментальный поп-R&B бренд Брэнди на новое, более современное плато […] Взрослая мисс Moesha, кажется, совершает свой последний переход от сидения в своей комнате к сидению на вершине мира». Дж. Виктория Сандерс из PopMatters считает Full Moon «достижением» и добавляет: «Когда она провозглашает свою женственность горловым шёпотом и напористым воем, […] у этой повзрослевшей Брэнди [. …) имеет одну общую черту с той херувимской девочкой, которой она была раньше: она по-прежнему поёт с непринуждённой скромностью и стилем — качествами, в которых музыкальный мир сейчас очень нуждается». Автор Washington Post Брит Робсон назвала альбом «освежающе сексуальной» записью «честного роста и скромных достоинств», а также «лёгких утонченностей и логического взросления». Джон Эйзлвуд из The Guardian нашёл, что «без Джеркинса Брэнди спотыкается легче. На 73 минуте Full Moon слишком дряблая, но здесь нет ничего, что могло бы пустить её под откос».
Billboard похвалил Full Moon за баллады и ведущий сингл, но остался недоволен альбомом в целом, заявив, что «те, кто ожидает большего от того же [что и от „What About Us?“], будут разочарованы, это довольно банальное дело». Аналогично, People считает, что «остальные части Full Moon не могут поддержать причудливый блеск „What About Us?“. Несмотря на то, что большая часть диска имеет схожие черты, с электронными премудростями, созданными для прослушивания в наушниках, он больше демонстрирует команду продюсеров, чем певицу. У Брэнди один из самых выразительных голосов в мире, поэтому жаль, что она так часто теряется в тяжёлом ритме». Девон Томас, автор The Michigan Daily, был в целом разочарован альбомом. Он сказал, что «в значительной степени продюсерский, альбом следует шаблону, который привёл её второй альбом к мультиплатиновому статусу. Традиция (или условие) продолжается и на её младшем альбоме, [который] демонстрирует тот же самый ол Джеркинс продакшн, который мы слышали снова и снова раньше, только слегка изменённый (или „обновлённый“) и оснащённый». Критикуя мейнстрим R&B в целом, он далее подытожил: «Мы знаем, что это будет ещё один хит, ещё одна платиновая табличка для Moe-ster, но войдёт ли этот альбом в списки „Лучших десятилетия“? Очень маловероятно». Rolling Stone назвал альбом «бешеным, безликим, фальшиво-сексуальным R&B», а Пирс Мартин из NME объявил его «бархатным ведром слякоти». Роберт Кристгау поставил альбому оценку «неудачный».

## Награды и номинации
| Год  | Награда                       | Категория                   | Работа           | Результат | Ссылка |
| ---- | ----------------------------- | --------------------------- | ---------------- | --------- | ------ |
| 2002 | MTV Video Music Award         | Viewer’s Choice             | «What About Us?» | Номинация | [ 16 ] |
| 2003 | Grammy Award                  | Best Contemporary R&B Album | Full Moon        | Номинация | [ 17 ] |
| 2003 | Soul Train Lady of Soul Award | Best R&B/Soul or Rap Song   | «Full Moon»      | Номинация | [ 18 ] |

## Коммерческий успех
В США Full Moon дебютировал на втором месте в Billboard 200 и на вершине Top R&B/Hip-Hop Albums в выпуске от 23 марта 2002 года, что стало самым высоким дебютом Брэнди в обоих чартах. Продав 156 000 копий за первую неделю, альбом уступил саундтреку O Brother, Where Art Thou? (2000) менее чем 4 000 копий. Проведя тридцать недель в последнем чарте, альбом разошелся тиражом около 700 000 копий за первые три месяца после выхода в США. Он также дебютировал и достиг одиннадцатого места в US Top Internet Albums. Альбом был сертифицирован как платиновый Ассоциацией звукозаписывающей индустрии Америки (RIAA) 5 апреля 2002 года и был продан в США в количестве 1,1 миллиона экземпляров.

## Список композиций
| №                   | Название                     | Автор(ы)                                                                 | Продюсеры                                          | Длительность |
| ------------------- | ---------------------------- | ------------------------------------------------------------------------ | -------------------------------------------------- | ------------ |
| 1.                  | «B Rocka Intro»              | LaShawn Daniels Fred Jerkins III Rodney Jerkins Nora Payne Kenisha Pratt | R. Jerkins Brandy [a] Daniels [a]                  | 1:19         |
| 2.                  | «Full Moon»                  | Mike City                                                                | City Brandy [a]                                    | 4:08         |
| 3.                  | «I Thought»                  | Daniels F. Jerkins R. Jerkins                                            | R. Jerkins Brandy [a] Daniels [a]                  | 4:29         |
| 4.                  | «When You Touch Me»          | R. Jerkins Payne Pratt Robert Smith                                      | R. Jerkins Big Bert [a]                            | 5:43         |
| 5.                  | «Like This»                  | Daniels F. Jerkins R. Jerkins Brandy                                     | R. Jerkins Brandy [a] Daniels [a]                  | 4:32         |
| 6.                  | «All in Me»                  | Daniels F. Jerkins R. Jerkins                                            | R. Jerkins Brandy [a] Daniels [a]                  | 4:00         |
| 7.                  | «Apart»                      | Keith Crouch Pratt                                                       | Crouch Kamillion Brandy Daniels [a]                | 4:27         |
| 8.                  | «Can We»                     | Daniels R. Jerkins Alex Greggs                                           | R. Jerkins Brandy [a] Daniels [a]                  | 4:43         |
| 9.                  | «What About Us?»             | Daniels R. Jerkins Brandy Payne Pratt                                    | R. Jerkins Brandy [a] Daniels [a]                  | 4:10         |
| 10.                 | «Anybody»                    | Daniels F. Jerkins R. Jerkins Brandy Pratt                               | R. Jerkins Brandy [a] Daniels [a]                  | 4:55         |
| 11.                 | «Nothing»                    | Daniels R. Jerkins Pratt                                                 | Uncle Freddie Brandy [a] Daniels [a]               | 4:48         |
| 12.                 | «It's Not Worth It»          | Daniels F. Jerkins R. Jerkins                                            | R. Jerkins Brandy [a] Daniels [a]                  | 4:23         |
| 13.                 | «He Is»                      | Warryn Campbell Harold Lilly, Jr. Brandy                                 | Campbell Brandy                                    | 4:21         |
| 14.                 | «Come a Little Closer»       | Stuart Brawley Jason Derlatka                                            | R. Jerkins Brawley Derlatka Brandy [a] Daniels [a] | 4:32         |
| 15.                 | «Love Wouldn't Count Me Out» | Daniels F. Jerkins S. Johnson Brandy                                     | R. Jerkins Brandy [a] Daniels [a]                  | 4:19         |
| 16.                 | «WOW»                        | Daniels Brandy Payne Pratt Smith                                         | Big Bert Brandy Daniels [a]                        | 4:13         |
| Общая длительность: | Общая длительность:          | Общая длительность:                                                      | Общая длительность:                                | 69:02        |

| №                   | Название                       | Автор(ы)            | Продюсеры                       | Длительность |
| ------------------- | ------------------------------ | ------------------- | ------------------------------- | ------------ |
| 17.                 | «Die Without You» (with Ray J) | Attrell Cordes      | Big Bert Brandy [a] Daniels [a] | 3:56         |
| Общая длительность: | Общая длительность:            | Общая длительность: | Общая длительность:             | 72:58        |

| №                   | Название                               | Автор(ы)            | Продюсеры           | Длительность |
| ------------------- | -------------------------------------- | ------------------- | ------------------- | ------------ |
| 17.                 | «Another Day in Paradise» (with Ray J) | Phil Collins        | Guy Roche           | 4:32         |
| Общая длительность: | Общая длительность:                    | Общая длительность: | Общая длительность: | 73:34        |

| №                   | Название                            | Автор(ы)            | Продюсеры                           | Длительность |
| ------------------- | ----------------------------------- | ------------------- | ----------------------------------- | ------------ |
| 18.                 | «Full Moon» (Cutfather & Joe Remix) | City                | City Brandy [a] Cutfather & Joe [b] | 4:08         |
| Общая длительность: | Общая длительность:                 | Общая длительность: | Общая длительность:                 | 77:42        |

| №                   | Название               | Автор(ы)                        | Продюсеры                         | Длительность |
| ------------------- | ---------------------- | ------------------------------- | --------------------------------- | ------------ |
| 18.                 | «I Wanna Fall in Love» | Daniels R. Jerkins Brandy Pratt | R. Jerkins Brandy [a] Daniels [a] | 3:49         |
| Общая длительность: | Общая длительность:    | Общая длительность:             | Общая длительность:               | 76:47        |

Замечания
- ↑  продюсер по вокалу
- ↑  дополнительный продюсер

## Чарты
| Чарт (2002)                                    | Высшая позиция |
| ---------------------------------------------- | -------------- |
| Австралия (ARIA)                               | 13             |
| Австралия Urban Albums (ARIA)                  | 2              |
| Австрия (Ö3 Austria)                           | 54             |
| Бельгия/Фландрия (Ultratop)                    | 26             |
| Бельгия/Валлония (Ultratop)                    | 28             |
| Канада (Canadian Albums Chart)                 | 8              |
| Канада R&B Albums (Nielsen SoundScan)          | 4              |
| Дания (Hitlisten)                              | 26             |
| Нидерланды (Album Top 100)                     | 23             |
| Европа European Top 100 Albums (Music & Media) | 9              |
| Франция (SNEP)                                 | 12             |
| Германия (Offizielle Top 100)                  | 8              |
| Ирландия (IRMA)                                | 14             |
| Япония (Oricon)                                | 15             |
| Новая Зеландия (RMNZ)                          | 14             |
| Норвегия (VG-lista)                            | 24             |
| Шотландия (Scottish Albums Chart)              | 21             |
| Швеция (Sverigetopplistan)                     | 20             |
| Швейцария (Schweizer Hitparade)                | 7              |
| Великобритания (UK Albums Chart)               | 9              |
| Великобритания (UK R&B Albums Chart)           | 1              |
| США (Billboard 200)                            | 2              |
| США (Billboard Top R&B/Hip-Hop Albums)         | 1              |

## Сертификации
| Регион                                                      | Сертификация | Продажи   |
| ----------------------------------------------------------- | ------------ | --------- |
| Канада (Music Canada)                                       | Золотой      | 50 000^   |
| Япония (RIAJ)                                               | Золотой      | 100 000^  |
| Великобритания (BPI)                                        | Золотой      | 148,000   |
| США (RIAA)                                                  | Платиновый   | 1,100,000 |
| ^ Данные о тиражах приведены только на основе сертификации. |              |           |